# Њу Броктон (Алабама)
Њу Броктон (енгл. New Brockton) град је у америчкој савезној држави Алабама. По попису становништва из 2010. у њему је живело 1.146 становника.

## Демографија
Према попису становништва из 2010. у граду је живело 1.146 становника, што је 104 (8,3%) становника мање него 2000. године.
| Група             | 2000.       | 2010.       |
| Белци             | 839 (67,1%) | 780 (68,1%) |
| Афроамериканци    | 333 (26,6%) | 241 (21,0%) |
| Азијати           | 0 (0,0%)    | 6 (0,5%)    |
| Хиспаноамериканци | 9 (0,7%)    | 29 (2,5%)   |
| Укупно            | 1.250       | 1.146       |